# 赖太母墓
赖太母墓，位于中国广东省深圳市龙岗区大鹏街道鹏城社区，为深圳市文物保护单位，类型为古墓葬，公布时间为1984年9月6日。
赖太母墓的历史年代为清代。墓主赖太母刘老夫人是赖世超将军的原配夫人、赖英扬的母亲、賴恩爵的祖母。